# Картахенський протокол про біобезпеку
Картахе́нський протоко́л про біобезпеку до Конве́нції про біологі́чне різномані́ття — міжнародна угода про біобезпеку як додаток до Конвенції про біологічне різноманіття (CBD), яка діє з 2003 року. Протокол з біобезпеки має на меті захистити біологічне різноманіття від потенційних ризиків, створених генетично модифікованими організмами, створеними завдяки сучасній біотехнології.
У Протоколі з біобезпеки чітко зазначено, що продукти з нових технологій повинні базуватися на принципі обережності та дозволяти країнам, що розвиваються, збалансувати здоров'я населення та економічні вигоди. Це, наприклад, дозволить країнам забороняти імпорт генетично модифікованих організмів, якщо вони вважають, що недостатньо наукових доказів того, що продукт безпечний, і вимагатиме від експортерів маркувати вантажі, що містять генетично змінені товари, такі як кукурудза чи бавовна.
Необхідна кількість у 50 документів про ратифікацію/приєднання/схвалення/прийняття країнами була досягнута в травні 2003 року. Відповідно до положень статті 37 Протокол набув чинності 11 вересня 2003 року. Станом на липень 2020 року Протокол мав 173 сторони, серед яких 170 держав-членів ООН, Держава Палестина, Ніуе та Європейський Союз.

## Тло
Картахенський протокол з біобезпеки, також відомий як Протокол з біобезпеки, був прийнятий у січні 2000 року після того, як відкрита спеціальна робоча група з біобезпеки КБР провела шість зустрічей між липнем 1996 року та лютим 1999 року. Робоча група подала проект тексту Протоколу на розгляд Конференції Сторін на її першому позачерговому засіданні, яке було скликано спеціально для прийняття протоколу з біобезпеки до КБР. Після кількох затримок 29 січня 2000 року врешті-решт було прийнято Картахенський протокол Протокол з біобезпеки спрямований на захист біологічного різноманіття від потенційних ризиків, створених живими зміненими організмами, створеними завдяки сучасній біотехнології.

## Мета
Відповідно до запобіжного підходу, який міститься в принципі 15 Декларації Ріо-де-Жанейро з навколишнього середовища та розвитку, метою Протоколу є «сприяння забезпеченню належного рівня захисту у сфері безпечної передачі, поводження та використання модифікованих живих речовин. організми, отримані в результаті сучасної біотехнології», які можуть мати негативний вплив на збереження та стале використання біологічного різноманіття, беручи також до уваги ризики для здоров'я людини та особливо зосереджуючись на транскордонних переміщеннях (Стаття 1 Протоколу, SCBD 2000).

## Живі модифіковані організми (ЖМО)
Протокол визначає «живий модифікований організм» як будь-який живий організм, який володіє новою комбінацією генетичного матеріалу, отриманого за допомогою використання сучасної біотехнології, а «живий організм» означає будь-яку біологічну сутність, здатну передавати або відтворювати генетичний матеріал, включаючи стерильні організми, віруси і віроїди. «Сучасна біотехнологія» визначена в Протоколі як застосування методів нуклеїнових кислот in vitro або злиття клітин за межами таксономічного сімейства, які долають природні фізіологічні репродуктивні або рекомбінаційні бар'єри і не є методами, що використовуються в традиційному розведенні та селекції. «Продукти з живих модифікованих організмів (ЖМО)» визначаються як оброблений матеріал походження з живих модифікованих організмів, що містить нові комбінації відтворюваного генетичного матеріалу, отримані за допомогою сучасних біотехнологій. Звичайні ЖМО включають сільськогосподарські культури, які були генетично модифіковані для підвищення продуктивності або стійкості до шкідників або хвороб. Приклади модифікованих культур включають помідори, маніок, кукурудзу, бавовну та сою. «Живі модифіковані організми, призначені для безпосереднього використання їжею або кормом, або для переробки (ЖМО-ПЗП)» — це сільськогосподарська продукція з ГМ-культур. Загалом термін «живі модифіковані організми» еквівалентний генетично модифікованому організму — Протокол не робив жодних відмінностей між цими термінами та не використовував термін «генетично модифікований організм».

## Запобіжний підхід
Одним із результатів Конференції ООН з навколишнього середовища та розвитку (також відомої як саміт Землі), що відбулася в Ріо-де-Жанейро, Бразилія, у червні 1992 року, було прийняття Декларації Ріо-де-Жанейро з навколишнього середовища та розвитку, яка містить 27 принципів щодо підтримують сталий розвиток. Загальновідомий як принцип запобіжних заходів, Принцип 15 стверджує, що «з метою захисту навколишнього середовища держави повинні широко застосовувати запобіжний підхід відповідно до своїх можливостей. Якщо є загроза серйозної або незворотної шкоди, відсутність повної наукової впевненості не повинна використовуватися як причина для відкладення економічно ефективних заходів для запобігання погіршенню навколишнього середовища».
Елементи запобіжного підходу відображені в ряді положень Протоколу, таких як:
- Преамбула, яка підтверджує «запобіжний підхід, який міститься в Принципі 15 Декларації Ріо про навколишнє середовище та розвиток»;
- Стаття 1, яка вказує на те, що мета Протоколу полягає «відповідно до запобіжного підходу, який міститься в Принципі 15 Декларації Ріо про навколишнє середовище та розвиток»;
- Статті 10.6 і 11.8, де зазначено: «Відсутність наукової визначеності через недостатню відповідну наукову інформацію та знання щодо ступеня потенційного несприятливого впливу ЖМО на біорізноманіття, беручи до уваги ризики для здоров'я людини, не повинні перешкоджати Стороні-імпортеру від ухвалення відповідного рішення щодо імпорту ЖІО, про який йдеться, з метою уникнення або мінімізації таких потенційних несприятливих наслідків»; і
- Додаток III про оцінку ризику, в якому зазначено, що «відсутність наукових знань або наукового консенсусу не обов'язково слід тлумачити як вказівку на певний рівень ризику, відсутність ризику або прийнятний ризик».

## Застосування
Протокол застосовується до транскордонного переміщення, транзиту, обробки та використання всіх живих змінених організмів, які можуть мати негативний вплив на збереження та стале використання біологічного різноманіття, беручи також до уваги ризики для здоров'я людини (стаття 4 Протоколу, SCBD 2000).

## Учасники
Керівним органом Протоколу є Конференція Сторін Конвенції, що виступає як нарада Сторін Протоколу (також COP-MOP). Основною функцією цього органу є перегляд виконання Протоколу та ухвалення рішень, необхідних для сприяння його ефективній роботі. Рішення згідно з Протоколом можуть ухвалюватися лише Сторонами Протоколу. Сторони Конвенції, які не є Сторонами Протоколу, можуть брати участь лише як спостерігачі в роботі засідань COP-MOP.
У Протоколі розглядаються зобов'язання Сторін щодо транскордонних переміщень ЖІО до та з країн, що не є Сторонами Протоколу. Транскордонні переміщення між Сторонами та державами, що не є Сторонами, повинні здійснюватися у спосіб, який узгоджується з цілями Протоколу. Від сторін вимагається заохочувати сторони, що не є сторонами, дотримуватись Протоколу та надавати інформацію до Механізму обміну інформацією з біобезпеки.

## Відносини з СОТ
Низка угод у рамках Світової організації торгівлі (СОТ), таких як Угода про застосування санітарних і фітосанітарних заходів (Угода SPS) і Угода про технічні бар'єри в торгівлі (Угода TBT), а також Угода про аспекти, пов'язані з торгівлею прав інтелектуальної власності (TRIPs), містять положення, які мають відношення до Протоколу. У преамбулі цього Протоколу зазначено, що сторони:
- Визнати, що торговельні та екологічні угоди повинні підтримувати один одного;
- Підкресліть, що Протокол не тлумачиться як такий, що передбачає зміну прав і обов'язків за будь-якими існуючими угодами; і
- Зрозумійте, що наведена вище заява не спрямована на підпорядкування Протоколу іншим міжнародним угодам.

## Основні риси

### Огляд можливостей
Протокол сприяє біобезпеці, встановлюючи правила та процедури безпечної передачі, обробки та використання ЖІО, приділяючи особливу увагу транскордонному переміщенню ЖІО. Він містить набір процедур, включаючи одну для ЖІО, які будуть навмисно введені в навколишнє середовище, яка називається процедурою попередньої інформованої згоди, і одну для ЖІО, які призначені для використання безпосередньо як харчові продукти, корми або для переробки. Сторони Протоколу повинні гарантувати, що ЖІО обробляються, упаковуються та транспортуються в умовах безпеки. Крім того, відправлення ЖІО, які підлягають транскордонному переміщенню, повинно супроводжуватися відповідною документацією, яка, серед іншого, визначає особу ЖІО та контактну точку для отримання додаткової інформації. Ці процедури та вимоги розроблені для того, щоб надати Сторонам-імпортерам необхідну інформацію, необхідну для ухвалення обґрунтованих рішень про те, приймати чи не приймати імпорт ЖІО, а також для безпечного поводження з ними.
Сторона імпорту ухвалює рішення відповідно до науково обґрунтованих оцінок ризиків. Протокол встановлює принципи та методику проведення оцінки ризику. У разі недостатності відповідної наукової інформації та знань Сторона імпорту може застосовувати запобіжні заходи при ухваленні своїх рішень щодо імпорту. Сторони можуть також враховувати, відповідно до своїх міжнародних зобов'язань, соціально-економічні міркування при ухваленні рішень щодо імпорту ЖІО.
Сторони також повинні вжити заходи для управління будь-якими ризиками, виявленими під час оцінки ризиків, і вони повинні вжити необхідних заходів у разі випадкового вивільнення ЖІО.
Для сприяння його імплементації Протокол засновує Координаційний центр біобезпеки для Сторін для обміну інформацією та містить низку важливих положень, включаючи розбудову потенціалу, фінансовий механізм, процедури дотримання, а також вимоги щодо обізнаності та участі громадськості.

### Процедури переміщення ЖІО через кордон

#### Попередня угода
Процедура «Попередньої обґрунтованої згоди» (AIA) застосовується до першого навмисного транскордонного переміщення ЖІО для навмисної інтродукції в навколишнє середовище Сторони імпорту. Він включає чотири компоненти: повідомлення Сторони експорту або експортера, підтвердження отримання повідомлення Стороною імпорту, процедуру ухвалення рішення та можливість перегляду рішень. Метою цієї процедури є забезпечення того, щоб країни-імпортери мали як можливість, так і спроможність оцінити ризики, які можуть бути пов'язані з ЖІО, перш ніж дати згоду на його імпорт. Сторона імпорту повинна вказати причини, на яких ґрунтуються її рішення (якщо згода не є безумовною). Сторона імпорту може в будь-який час у світлі нової наукової інформації переглянути та змінити рішення. Сторона експорту або нотифікатор може також попросити Сторону імпорту переглянути свої рішення.
Однак процедура AIA Протоколу не застосовується до певних категорій ЖІО:
- ЖИО в дорозі;
- ЖІО, призначені для використання в замкнутих системах;
- ЖІО, призначені для безпосереднього використання їжею або кормом або для переробки

Хоча процедура AIA Протоколу не застосовується до певних категорій ЖІО, Сторони мають право регулювати імпорт на основі національного законодавства. У Протоколі також передбачено можливість оголосити певні ЖІО звільненими від застосування процедури AIA.

#### ЖІО, призначені для харчових продуктів або кормів, або для переробки
ЖІО, призначені для безпосереднього використання харчовими продуктами, кормами або переробки (ЖІО-ПЗП), являють собою велику категорію сільськогосподарських товарів. Протокол замість використання процедури AIA встановлює більш спрощену процедуру транскордонного переміщення ЖІО-ПЗП. Згідно з цією процедурою, Сторона повинна протягом 15 днів повідомити інші Сторони через Механізм обміну інформацією з біобезпеки про своє рішення щодо внутрішнього використання ЖІО, які можуть бути предметом транскордонного переміщення.
Рішення Сторони-імпортера щодо прийняття чи відмови від імпорту ЖІО-ПЗП приймаються відповідно до її внутрішньої нормативно-правової бази, що відповідає меті Протоколу. Країна-Сторона, що розвивається, або Сторона з перехідною економікою може, за відсутності національної нормативно-правової бази, заявити через Координаційний центр біобезпеки, що її рішення щодо першого імпорту ЖІО-ПЗП будуть прийняті відповідно до оцінки ризику, як викладені в протоколі та терміни ухвалення рішення.

### Транспортування, транспортування, пакування та ідентифікація
Протокол передбачає практичні вимоги, які сприяють безпечному переміщенню ЖІО. Сторони зобов'язані вживати заходів для безпечної обробки, пакування та транспортування ЖІО, які підлягають транскордонному переміщенню. Протокол уточнює вимоги щодо ідентифікації, встановлюючи, яка інформація повинна бути надана в документації, яка повинна супроводжувати транскордонні перевезення ЖІО. Це також залишає простір для можливої майбутньої розробки стандартів обробки, пакування, транспортування та ідентифікації ЖІО на зустрічі Сторін Протоколу.
Кожна Сторона зобов'язана вжити заходів для забезпечення того, щоб ЖІО, які підлягають навмисному транскордонному переміщенню, супроводжувалися документацією, що ідентифікує ЖІО та надає контактну інформацію осіб, відповідальних за таке переміщення. Деталі цих вимог відрізняються залежно від передбачуваного використання ЖІО, і, у випадку ЖІО для харчових продуктів, кормів або для переробки, вони повинні бути додатково розглянуті керівним органом Протоколу. (Стаття 18 Протоколу, SCBD 2000).
На першій зустрічі Сторін ухвалено рішення, які визначають вимоги до ідентифікації різних категорій ЖІО (Рішення BS-I/6, SCBD 2004). Однак на другій нараді Сторін не вдалося дійти згоди щодо детальних вимог до ідентифікації ЖІО, призначених для безпосереднього використання харчовими продуктами, кормами або для переробки, і доведеться повторно розглянути це питання на своїй третій нараді в березні 2006 року.

### Координаційний центр біобезпеки
Протокол заснував Координаційний центр біобезпеки (BCH) для сприяння обміну науковою, технічною, екологічною та правовою інформацією про живі змінені організми та досвідом роботи з ними; а також допомагати Сторонам у виконанні Протоколу (стаття 20 Протоколу, SCBD 2000). Він був створений поетапно, і перша зустріч Сторін схвалила перехід від пілотного етапу до повномасштабного робочого етапу та прийняла умови його функціонування (Рішення BS-I/3, SCBD 2004).

## Зовнішні посилання
- Домашня сторінка протоколу біобезпеки
- Ратифікаційні грамоти в репозитарії
- Центральний портал механізму обміну інформацією з біобезпеки
- Текст протоколу
- Карта стану ратифікації Картахенського протоколу з біобезпеки
- Вступна замітка Лоуренса Буассона де Шазурна, записка з процесуальної історії та аудіовізуальні матеріали щодо Картахенського протоколу з біобезпеки до Конвенції про біологічне різноманіття в історичних архівах Бібліотеки аудіовізуальних матеріалів ООН з міжнародного права

1. ↑  Definition of key terms used in the UN Treaty Collection (англ.). Збірник договорів ООН. Процитовано 2024-06-31.